# Slavische mythologie

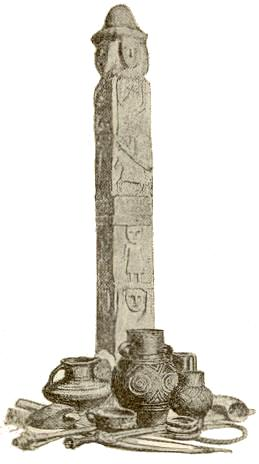
Svantovit, slavisch God.

Slavische mythologie of Slavische religie is de voorchristelijke religie van de Slavische volkeren. Deze wordt beschouwd als een natuurreligie.
De Slavische mythologie evolueerde over een periode van meer dan 3000 jaar. Sommigen menen zelfs dat er nog neolithische of zelfs mesolithische invloeden aan te wijzen zijn. De Slavische mythologie is sterk beïnvloed door met name de Iraanse mythologie en heeft overeenkomsten met andere Indo-Europese mythologieën.

## Slavisch pantheon
- Borevit, god der bossen
- Čarnobog, god van het kwaad en chaos
- Dažbog, de schenkende (zonne)god, zoon van Svarog
- Devana, Ciza, godin van de jacht, Slavische Diana
- Dido en Dada, of Lel en Polel, Lada's tweelingzonen, Slavische Castor en Pollux
- Jutrobog, 'morgengod', maangod, zoon van Svarog
- Lada, grote godin, Slavische Leda
- Nya, psychopompus, zielebegeleider in het hiernamaals
- Mokoš, god van de hemel, zon, vuur en smeedkunst
- Marena, Baba Jaga, Slavische Kali
- Ognebog, Ogni, vuurgod, Slavische Agni
- Ognyena Maria, vrouwe van het vuur, zus van Perun
- Perunu, Perun, donder- en scheppingsgod
- Perperuna, vrouw van Perun, regengodin
- Posvist, windgod
- Radegast, god van de gastvrijheid
- Rozanica, Slavische Venus
- Simargi, Simurgh
- Svantovit, oorlogsgod
- Svarog, god van vuur en smeedkunst, drakendoder
- Svarožič, vuurgod
- Vesna, lentegodin
- Veles, Skotibog, gehoornde, ondergrondse god van magie, bezwering, kunst, vee en handel
- Yarilo, Gerovit, Jarovit, god van lente, vruchtbaarheid en vrede
- Zorya, ('licht'), godin van schoonheid
- Zvezda, ('ster'), twee dochters van Dazhbog, Morgenster en Avondster, planeet Venus

## Slavische monsters en geesten
- Baba Jaga, mensetende heks, die leeft in een huis op kippenpoten
- Domovoj en Kikimora, huisgeesten
- Lesji of Lesnik, een woudgeest die mensen laat verdwalen
- Roesalki, meisjes die zijn verdronken en in hun dood waternimf zijn geworden
- Vodnik, een man of jongen die is verdronken en in zijn dood een boosaardige watergeest is geworden
- Vilkolak, een slavische weerwolf
- De middagheks (Poludnitsa), een personage dat in de zomer optreedt